# Vuk (film)
Pour les articles homonymes, voir Vuk.
Série
Kis Vuk
(2008)
Pour plus de détails, voir Fiche technique et Distribution.
Vuk est un dessin animé hongrois réalisé par Attila Dargay et sorti en 1981. Il se base sur le roman Vuk d'István Fekete où le personnage principal est un petit renard nommé Vuk. Une suite intitulée Kis Vuk, animée par ordinateur, est sortie en 2008.

## Synopsis
Vuk, un renardeau désobéissant et aventurier, quitte le terrier familial une nuit pour aller dans la forêt. Mais à son retour, le terrier est vide : toute sa famille a été décimée par l'Homme, le Chasseur, désigné dans le film comme « Celui-à-la-peau-lisse » et ses chiens. L'oncle de Vuk, le vieux et sage Karak, prend alors le petit renard sous son aile et lui apprend la chasse.
En grandissant, Vuk devient un grand et beau renard et un très bon chasseur qui ose même s'aventurer dans la basse-cour du Chasseur. Il y découvre une renarde prisonnière dans une cage qu'il libère. Karak est tué durant une chasse mais Vuk jure de le venger en humiliant « Celui-à-la-peau-lisse ». Il réussit à tromper la vigilance des chiens de chasse pour s'introduire dans la basse-cour et s'emparer de toute la volaille. Vuk fonde alors une grande famille avec la renarde dans la grotte de Karak.

## Fiche technique
- Titre : Vuk, le petit renard
- Titre original : Vuk
- Réalisation : Attila Dargay
- Scénario : Attila Dargay, István Imre, Ede Tarbay d'après l'œuvre d'István Fekete
- Animation :  Mária Bajnóczky, János Balogh, Gabriella Bangó, Frigyes Janotyik, Márta Fülöp, Ildikó Gyarmathy, Magda Kovács, Judit Körmöci, Katalin Kulcsár, Árpád Lossonczy, Eszter Molnár, Katalin Petényi, Yvette Sostarics, Péterné Varga, Anikó Vertetics, Edit Zákányi, Ágnes Zsolnai
- Couleur : Erzsébet György
- Décors : Gizella N. Csathó
- Photographie : Irén Henrik
- Montage : Magda Hap, János Czipauer
- Son : Péter Bársony
- Musique : Péter Wolf
- Studio d'animation : Pannónia Filmstúdió
- Directeur de production : Zsófi Bende
- Chefs de production : György Budai, István Imre
- Distribution : Mokép
- Pays :  Hongrie
- Format : Couleur – 1,31 : 1 – 35 mm (procédé sphérique)
- Langue : hongrois
- Genre : comédie, aventure
- Durée : 79 minutes
- Date de sortie : 
  - Hongrie : 10 décembre 1981
  - France : 20 décembre 1993
  - États-Unis : 4 novembre 1994 (VHS)

## Distribution

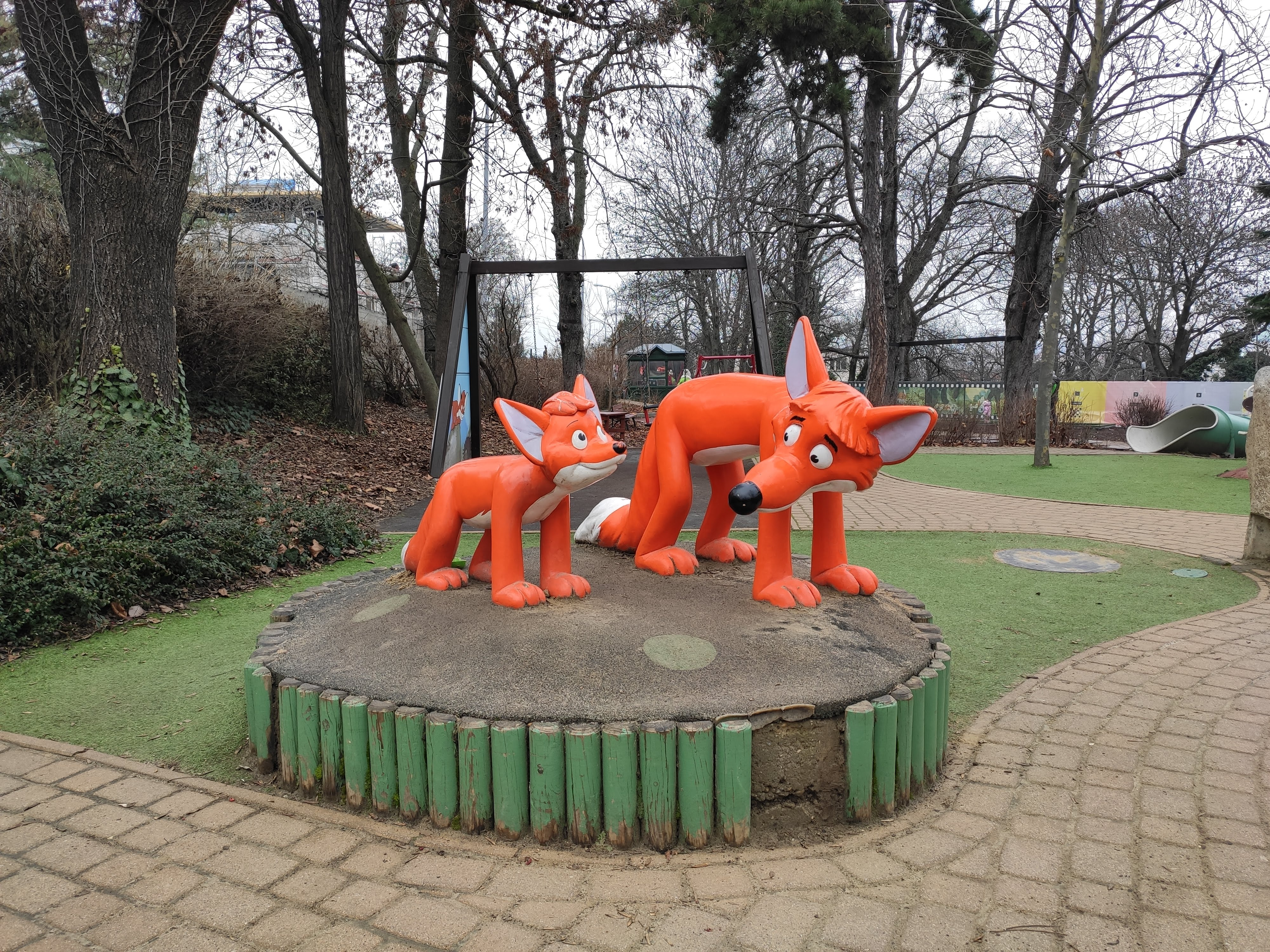
Statues de Vuk et Karak dans une aire de jeu à Budapest.

### Voix originales
- Tibor Bitskey : le narrateur
- Judit Pogány : Vuk, le renard enfant
- József Gyabronka : Vuk adulte
- László Csákányi : Karak, l'oncle de Vuk
- Teri Földi : Íny, la mère de Vuk
- Gyula Szabó : Kag, le père de Vuk
- Erzsébet Kútvölgyi : Csele, la renarde
- Róbert Koltai : Pista, le chasseur, "Celui qui a la peau lisse"
- Sándor Szabó : Vahúr, le chien de chasse
- András Márton : Fickó, le chien de chasse
- Péter Haumann, Gábor Maros : les oies
- Miklós Benedek : Sut, le renard sans queue
- Gyula Bodrogi : Rá, le corbeau gris
- Judit Czigány : Nyaú, le chat / les poules
- Ottó Szabó : Hú, le hibou
- Gyula Horváth : Unka, la grenouille
- András Márton : Szú, le hérisson / Füttyös, le moineau
- Zoltán Benkóczy, Antal Farkas, Ottó Füzessy, János Horkai, Pál Somogyvári : les chiens commères
- Ferenc Zenthe : Márton, le coq
- Iván Verebély : Csúsz, le lézard
- György Cserhalmi, János Horkai, György Szoó : les chasseurs
- Ilona Győri : la femme du chasseur

### Voix françaises
- Benjamin Pages : Vuk enfant
- Bernard Demory : Vuk adulte
- Olivier Hémon : Karak
- Pascale Jacquemont : la mère de Vuk
- Eric Chevalier : le père de Vuk, le chien crieur, et un fermier
- Patrice Baudrier : Smoky le corbeau, le narrateur, Flico, le chasseur, l'un des chiens, le renard à la queue courte
- Philippe Roullier : le lézard
- Michel Tugot-Doris : la grenouille, le crapaud, le paon
- Christine Pâris : une poule
- Pierrette Fialeix : une poule

## Noms étrangers
- américain : The Little Fox
- français : Vuk, le petit renard
- allemand : Vuk: Der kleine Fuchs
- danois : Vuk - Den lille ræveunge
- espagnol : Vuk, un zorrito muy astuto
- italien : Vuk - Il cucciolo di volpe
- néerlandais : Foxy de vos
- suédois : Vuk - Den lilla rävungen

## Autour du film
- Les personnages sont apparus pour la première fois en 1972 dans le magazine Füles et ils étaient déjà imaginés par Attila Dargay.
- En 1980-1981, la télévision hongroise commande le dessin animé à la société Pannon Filmstúdió qui réalise d'abord une série de quatre épisodes de 20 minutes pour la télévision qui sont ensuite mis bout à bout pour le cinéma.
- Vuk signifie "loup" en serbo-croate et c'est également un prénom dans les pays des Balkans. Dans le film (mais pas dans le roman), il est expliqué que le nom du renardeau est en réalité les trois premières lettres de Vadászom, Utamból Kotródj!, c'est-à-dire "Je chasse, va-t'en de mon chemin !", l'expression fétiche du renardeau.
- Il s'agit d'un des dessins animés les plus célèbres de Hongrie, sa popularité n'a jamais décliné depuis sa première diffusion. C'est d'ailleurs le film qui a enregistré le plus d'entrées au cinéma dans les années 1980 avec près de 2,5 millions d'entrées.
- Selon des calculs de 2011, le film a coûté 600 millions de forints.

## Citations célèbres
- – Vuk : « Suis-je idiot, Karak ? » – Karak : « Non, tu ne l'es pas. Tu ne sais juste pas encore assez. »
- « Ils sont partis, ils sont partis avec Celui-à-la-peau-lisse. Mais pourquoi sont-ils partis ? Ils viendront me chercher. Ils reviendront sûrement me chercher. Je ne crains désormais plus d'être grondé. Mais qu'ils reviennent !... Je suis seul, je suis petit, j'ai faim !... Venez en aide à Vuk, le petit renard ! » (Vuk après la mort de sa famille)
- « Tu dois apprendre encore certaines choses, Vuk ! Le jour, le renard dort et rassemble ses forces pour la chasse. C'est la nuit, dans l'obscurité que notre espèce chasse. » (Karak)
- « Tu es devenu adulte, Vuk, ce jour est aussi arrivé. Il n'y aura désormais plus aucun renard qui ne prononce ton nom sans reconnaissance. Tu es ton seul maître à présent. » (Karak)
- « Celui-à-la-peau-lisse a peut-être tué Karak mais le peuple libre des renards ne peut pas s'éteindre. » (Karak avant sa mort)